# Róża pustyni

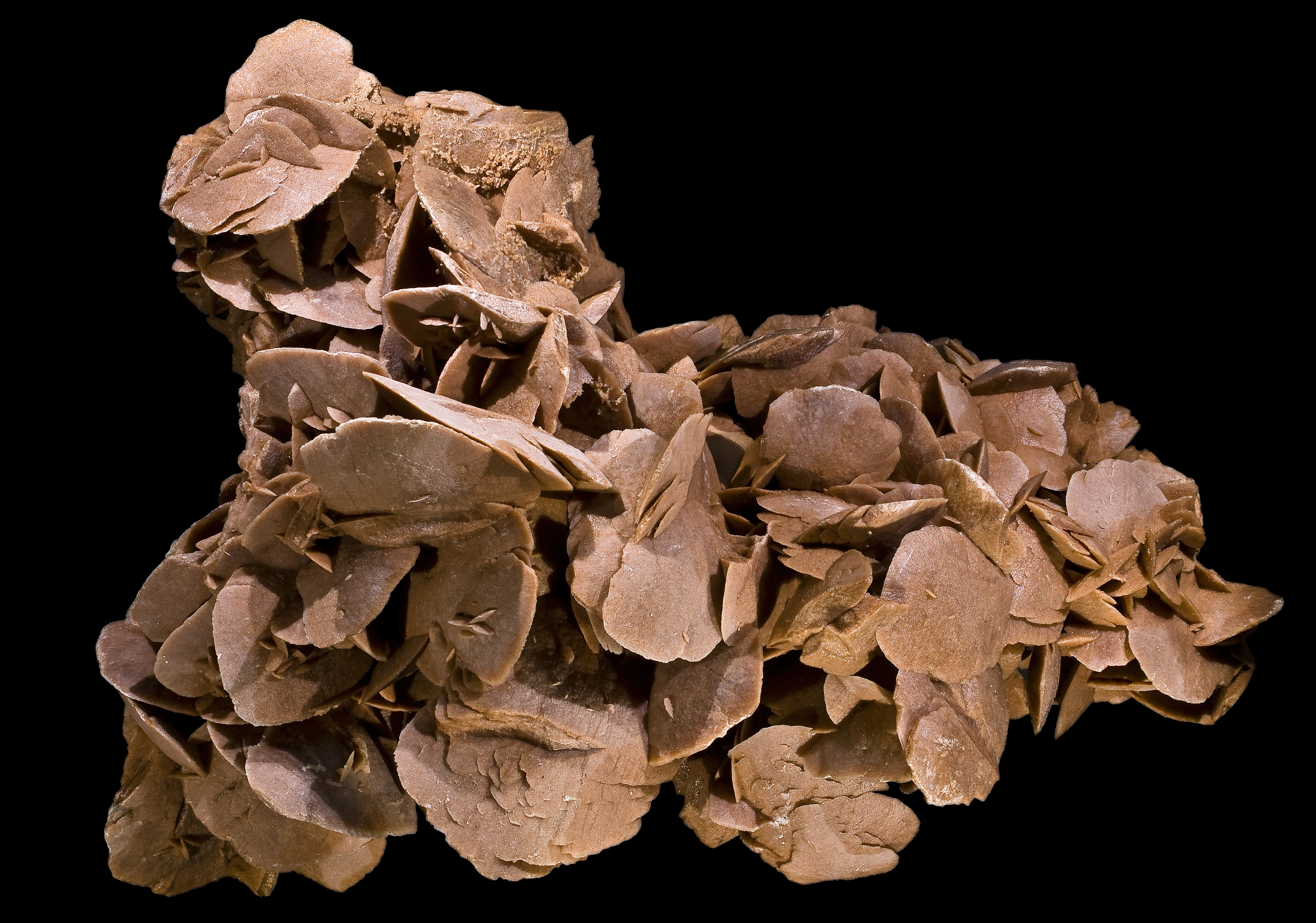
Róża pustyni

Róża pustyni (róża piaskowa, róża kamienna) – rodzaj róży gipsowej, powstający na gorących, suchych pustyniach.
Róże pustyni są skupieniami zrośniętych ze sobą soczewkowatych kryształów gipsu o kształcie zbliżonym do płatków róży, czemu zawdzięczają nazwę. Jako podrzędny składnik w skład róż wchodzi kwarcowy piasek.

## Właściwości
- Twardość: 1,5–2
- Gęstość: 2,3–2,4
- Barwa: zazwyczaj ma barwę żółtawą, a przy większej domieszce tlenków żelaza (hematytu) ma różne odcienie czerwieni.
- Przełam: nierówny
- Połysk: szklisty, perłowy lub matowy
- Łupliwość: doskonała

Tworzą się w niescementowanym piasku tuż poniżej powierzchni ziemi w sytuacji, gdy wody gruntowe dzięki procesom kapilarnym migrują ku powierzchni, gdzie wskutek wysokiej temperatury odparowują, a zawarte w nich siarczany wapnia krystalizują w osadzie piaszczystym. Rzadziej mogą też powstawać dzięki krystalizacji gipsu podczas odparowywania wód słonych jezior.

## Występowanie
Głównym obszarem występowania róż pustyni jest Sahara, ale występują też na pustyniach Arizony i Nowego Meksyku w USA. Największe i o najbardziej urozmaiconej morfologii róże znajduje się w Algierii. Tamtejsze okazy mogą mierzyć ponad 1 m długości i ważyć do kilkuset kilogramów.

## Zastosowanie
- Są cenione przez kolekcjonerów skał i minerałów, sprzedaje się je też jako pamiątki turystyczne.